# Энфортумаб ведотин
Энфортумаб ведотин — конъюгат антитело-препарат для лечения уротелиальной карциномы. Одобрен для применения: США (2019).

## Механизм действия
Конъюгат анти-Nectin-4 моноклонального антитела и препарата (монометилауристатин Е).

## Показания
Локальная или метастатическая уротелиальная карцинома во второй и последующих линиях терапии.

## Применение
Препарат предназначен для внутривенного введения в течение 30 минут: 1,25 мг/кг (максимальная доза: 125 мг) в 1-й, 8-й и 15-й дни каждые 28 дней до прогрессирования или неприемлемой токсичности

## Беременность
- Женщины детородного возраста во время лечения и 2 мес. после него должны использовать методы контрацепции.[2]
- Мужчины во время лечения и 4 мес. после него должны использовать методы контрацепции.[2]